# Bliskie spotkania trzeciego stopnia
Bliskie spotkania trzeciego stopnia (ang. Close Encounters of the Third Kind) – amerykański film science fiction z 1977 w reżyserii Stevena Spielberga.
Ze względu na odmienność od dotychczasowych produkcji filmowych (m.in. nowa tematyka, widowiskowość, podjęcie gatunków kina popularnego, komercyjność, nawiązanie do dawnego kina) film ten, wraz z Gwiezdnymi wojnami George’a Lucasa, wprowadzał nową odmianę kina rozrywkowego – kino nowej przygody.

## Obsada
- Richard Dreyfuss jako Roy Neary
- François Truffaut jako Claude Lacombe
- Teri Garr jako Ronnie Neary
- Melinda Dillon jako Gillian Guiler
- George DiCenzo jako major Benchley
- Justin Dreyfuss jako Toby Neary
- Randy Hermann jako Frank Taylor
- Warren J. Kemmerling jako Wild Bill
- Robert Balaban jako David Laughlin
- Carry Guffey jako Barry Guiler
- Eugene Dynarski jako Ike

## Opis fabuły

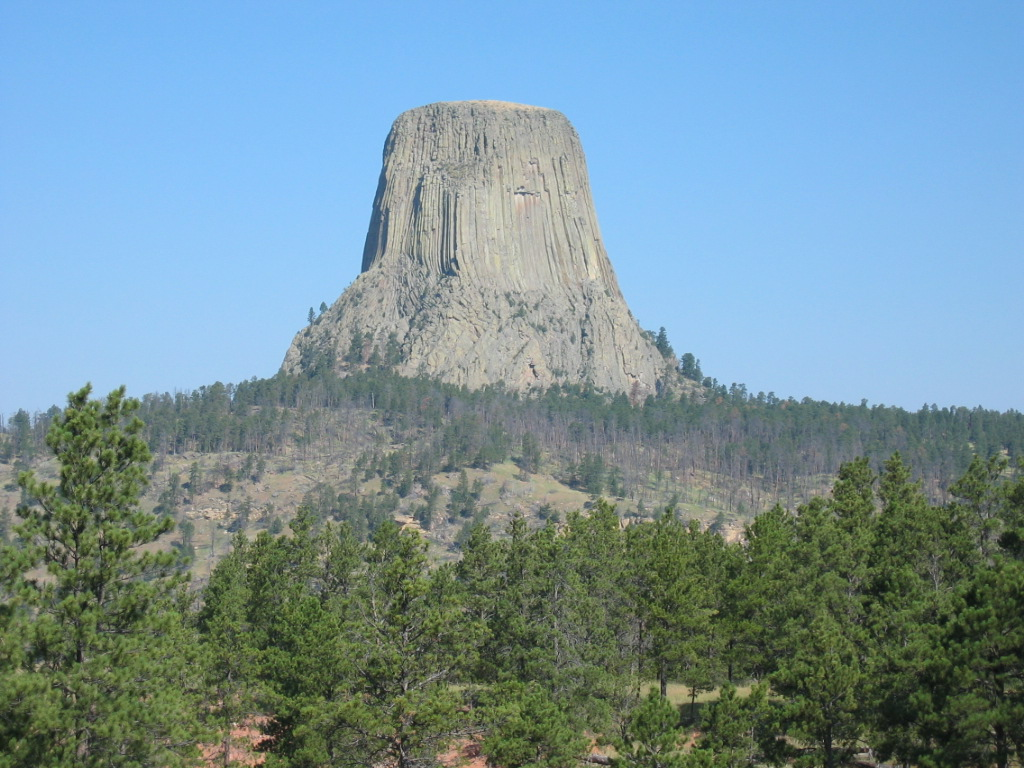
Pomnik Narodowy Diabelska Wieża, przy którym odbyła się finałowa scena.

Roy Neary, pracownik elektrowni, bada przyczyny zakłóceń energetycznych. W pewnym momencie dostrzega obcy statek kosmiczny. Przeżycie spotkania z kosmitami staje się jego obsesją oraz odbija na życiu rodzinnym. Roya prześladuje myśl o niezidentyfikowanych obiektach latających. Roy wierzy w to, że spotkanie z obcą formą życia dojdzie u stóp góry Devils Tower, znajdującej się w hrabstwie Crook stanu Wyoming, której wizerunek go prześladuje. Gdy przez przypadek zauważa w telewizji obiekt swoich wizji, postanawia skonfrontować je z rzeczywistością odwiedzając to miejsce. Po czasie okazuje się, że nie jest on jedynym wybrańcem. Wychodzi również na jaw, że w całą sprawę zamieszane jest wojsko, które chce uczestniczyć w spotkaniu z kosmitami. Determinacja Roya sprawia, że udaje mu się przedostać w ściśle strzeżoną strefę. Gdy dochodzi do spotkania z obcą cywilizacją, spośród wielu kandydatów, to Roy zostaje wybrany przez przybyszy z kosmosu jako ich gość, który z nimi następnie odlatuje.

## Nagrody
- 1978 Oscar za najlepsze zdjęcia: Vilmos Zsigmond.